# 우리종합금융
우리종합금융은 대한민국 유일의 종합금융사이자 우리금융지주의 계열사이다. 1974년 "광주투자금융"으로 설립되었고 정부의 지방단자사 종합금융사 전환 계획에 따라 1995년 "금호종합금융"으로 사명을 변경하며 종합금융업으로 업종을 전환하였다. 2007년 금호아시아나그룹에서 분리되어 우리금융그룹 산하 우리PEF로 편입되었다가 2013년 해당 지분을 우리금융지주가 인수하여 우리금융그룹으로 편입되면서 우리종합금융으로 사명을 변경하였다. IMF 외환위기를 거치며 거의 대부분의 종합금융사들이 부실해져 인수, 합병, 폐업 등으로 소멸한 상태이며 종합금융업 면허를 가지고 있는 유일한 회사이다.

## 연혁
- 1974년: 광주투자금융 설립
- 1994년 10월: 광주종합금융으로 사명 변경
- 1995년 5월: 금호종합금융으로 사명 변경
- 2007년 6월: 우리PE로 최대주주 변경
- 2013년 6월: 우리금융지주로 최대주주 변경
- 2013년 10월: 우리종합금융으로 사명 변경
- 2014년 11월: 우리은행으로 최대주주 변경
- 2019년 9월: 우리금융지주로 최대주주 변경
- 2024년 8월: 한국포스증권과 합병

## 영업점
- 광주영업부: 광주광역시 동구 금남로 182 (금남로5가)
- 서울영업부: 서울특별시 중구 의사당대로 96, 20층 (여의도동, TP타워)
- 강남영업부: 서울특별시 강남구 테헤란로 504, 1층 (대치동, 해성빌딩)
- 대전영업부: 대전광역시 동구 중앙로 185, 2층 (중동)